# Mas del Paulo
El Mas del Paulo és un mas situat al municipi de l'Ampolla, a la comarca catalana del Baix Ebre. Es troba arran del barranc dels Garidells.